# Endrosa rubeni
Endrosa rubeni är en fjärilsart som beskrevs av Jaan Viidalepp 1979. Endrosa rubeni ingår i släktet Endrosa och familjen björnspinnare. Inga underarter finns listade i Catalogue of Life.

## Bildgalleri

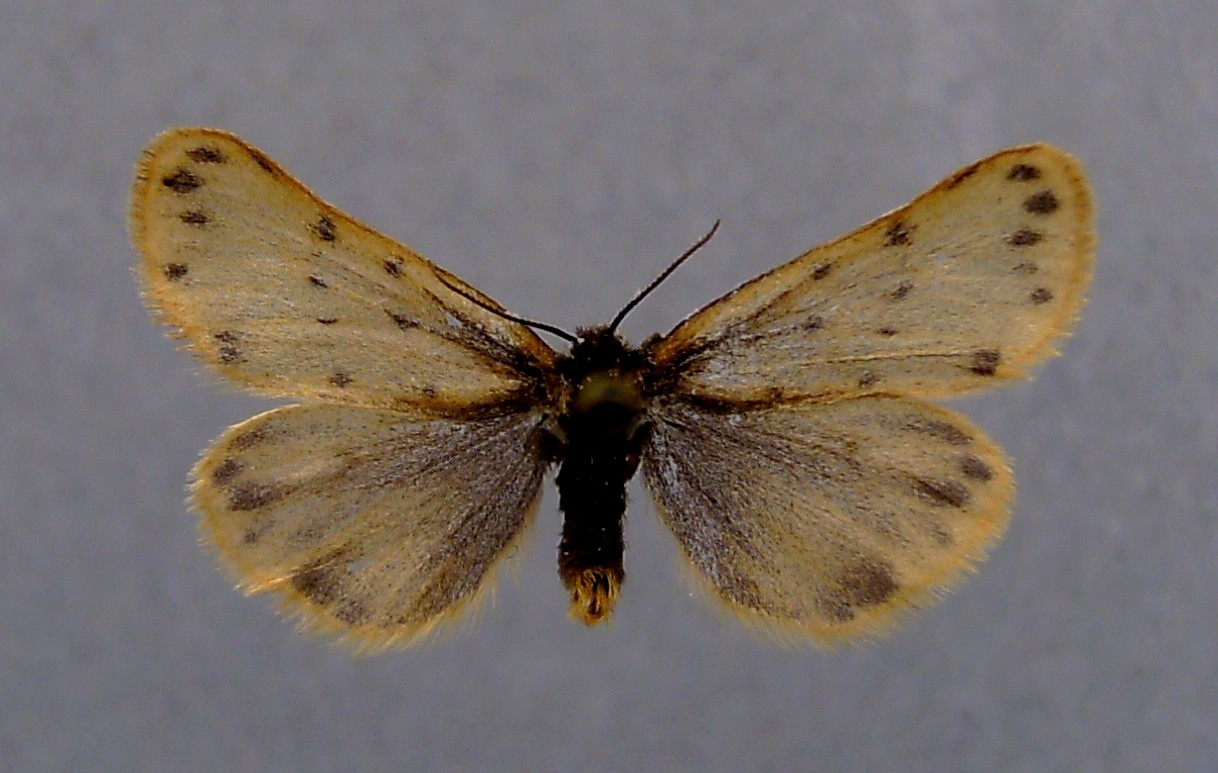